# Herman Rosenblat
Herman A. Rosenblat (1929–5 de febrero de 2015) fue un escritor polaco de nacionalidad estadounidense, autor de una memoria ficticia del holocausto nazi titulada Angel at the Fence, en la que contaba la historia de una mujer que le entregaba alimentos a través del alambre de púas en el campo de concentración de Buchenwald en la Segunda Guerra Mundial y la manera en que se enamoraron en medio de la terrible realidad que estaban viviendo. El libro iba a ser publicado en el año 2009 por la editorial Berkley Books, pero fue cancelado su lanzamiento debido al descubrimiento de eventos falsos en la historia. Rosenblat más tarde admitió que mintió en la historia con el fin de hacerla más amena e interesante.
Antes del descubrimiento del engaño de Rosenblat por parte de algunos sobrevivientes del holocausto, se habían vendido los derechos para realizar una película basada en la historia por $25 millones de dólares a Harris Salomon de Atlantic Overseas Pictures.